# Lucien Lévy
Pour les articles homonymes, voir Lévy.
Lucien Lévy, né le 11 mars 1892 à Paris 10e et mort le 1er juin 1965 à Neuilly-sur-Seine, est un ingénieur et industriel français connu pour l'invention du récepteur superhétérodyne couramment utilisé depuis les années 1920 pour les récepteurs de radio.

## Biographie
Diplômé de l'École supérieure de physique et de chimie industrielles de la ville de Paris, Lucien Lévy fut intégré pendant la Première Guerre mondiale dans le service du colonel Ferrié et devint chef du laboratoire du Centre radiotélégraphique militaire, autrement dit, l'émetteur de la Tour Eiffel. C'est à ce poste qu'il mit en œuvre le montage superhétérodyne. Lévy déposa deux brevets le 4 août 1917 et le 1er octobre 1918, et l'antériorité du brevet de Lévy sur celui d'Edwin Armstrong sera reconnue par la Cour d'appel du district de Columbia en 1928. L'allemand Schottky qui avait également déposé un brevet en juin 1918 reconnaîtra l'antériorité de Lévy en 1926 .
Il fonda en 1920 les Établissements Radio LL plus tard rachetés par Marcel Bleustein-Blanchet et devenus Radio Cité. Il créa en 1924 l'une des premières stations privées de radiodiffusion: Radio LL. En 1929, la Compagnie générale aéropostale adopta le matériel de Radio-LL pour équiper les 27 stations de la ligne France-Amérique du Sud.